# 貝德里亞庫姆戰役
貝德里亞庫姆戰役是發生在公元69年的羅馬帝國內戰。該地位在今日義大利的北方，是從日耳曼、高盧或者伊里利庫姆，進入義大利半島的必經道路之一。69年四月，擁護維提里烏斯派的軍隊，從萊茵河軍區南下，與支持皇帝奧托的軍隊在此會戰，被稱為第一次貝德里亞庫姆戰役，維提里烏斯派勝利。同年10月，擁護維斯帕先的東方軍團從伊里利庫姆南下，在此地與維提里烏斯派的軍團展開攻防戰，稱為第二次貝德里亞庫姆戰役，維斯帕先派勝利。

## 第一次貝德里亞庫姆戰役

### 戰前配置
69年1月1日，羅馬帝國駐守萊茵河防線的「日耳曼軍團」，拒絕向羅馬城的皇帝伽爾巴宣誓效忠。他們擁立甫上任不久的下日耳曼行省長官維提里烏斯為皇帝，隨即向羅馬方面進軍。
日耳曼軍區共有七個軍團，他們以兩路主力進入義大利半島：第一軍以凱奇納自己的「第四軍團」為主力，加上「第廿一軍團」、「第四軍團」的分隊、以及輔助兵共約三萬人，從今日瑞士的大聖伯納隘口翻越阿爾卑斯山，直線進入義大利半島。第二軍則以瓦倫斯自己的「第一軍團」為主力，加上「第五軍團」、以及「第十五軍團」和「第十六軍團」的分隊，加上輔助兵共約四萬人，先進入高盧的里昂，轉而南下至納爾波高盧行省，沿著海岸取道今日的熱那亞進入義大利，再與凱奇納會師。
羅馬方面獲得日耳曼起兵的消息時，已是奧托就任皇帝。奧托命令位於拿波里米塞魯姆的海軍艦隊6千人，先渡海至納爾波高盧，牽制瓦倫斯的部隊。
在羅馬的主戰力部分，他將羅馬城近衛軍的五個大隊編入軍隊（約5千人），並召集2千個劍奴，向北迎戰凱奇納的部隊。奧托取得伊里利庫姆（即潘諾尼亞、達爾瑪提亞與美西亞）的「多瑙河軍區」四個軍團援助，該軍團各派遣2千人的分隊進入義大利。此外，西班牙的「第七軍團」、不列顛的「第十四軍團」也支持奧托，紛紛率部趕往戰場。奧托的主力由保里努斯、凱爾蘇斯和伽路斯擔任統帥，打算將凱奇納封鎖在高盧。

### 第一階段
奧托的海軍由莫斯庫斯率領，到達了高盧的佛路姆·優里烏斯殖民地（今日法國普羅旺斯的弗雷儒斯 Frejus），與瓦倫斯的輔助部隊交戰。奧托的部隊成功地封鎖了海上通路，但並未出現決定性的戰役。
凱奇納出乎意料之外，迅速地在3月翻越阿爾卑斯山，來到北義大利。凱奇納的先遣「西里烏斯騎兵隊」在帕都斯河（今日的波河）行動，攻下了波可北岸的美地歐拉努姆（今日的米蘭）、諾瓦里亞（今日的諾瓦拉）等堅強的都市，介於阿爾卑斯山與波河之間的平原和城市，全都掌握在維提里烏斯軍的手中。支持奧托派的克雷莫納被攻陷，介於普拉肯提亞（今日的皮亞欽察）與提奇努姆（今日的帕維亞）的奧托派騎兵受到截擊。這一階段中，維提里烏斯派是佔著優勢的。

### 第二階段
凱奇納猛攻攻普拉肯提亞，但卻被守城士兵擊退，凱奇納撤退波河以北，回到克雷莫納。奧托派的瑪爾凱率著劍奴部隊渡河，在零星的衝突中取得了相當勝利。凱奇納計劃在克雷莫納附近的大道上引誘敵人，並在一旁的森林裡埋設伏兵；但事機洩漏，凱爾蘇斯率領的騎兵刻意減慢追逐佯退部隊的速度，讓森林的伏兵冒失地衝出，反而將對方包圍；但凱爾蘇斯謹慎行事，在未完成包圍之前，凱奇納的部隊得以衝殺突圍而出。
在接下來的幾次衝突中，凱奇納以分散部隊的方式作戰，卻不斷地被保里努斯和凱爾蘇斯率領的大軍擊敗。在第二階段中，奧托派是佔優勢的一方。

### 第三階段
4月6日，瓦倫斯與凱奇納會師，維提里烏斯派決定全軍而出。
奧托派內部，則討論著不同的戰略。保利努斯認為，維提里烏斯派的部隊已經全數抵達，對方沒有更多的援軍；而且維提里烏斯的軍隊受困在波河平原上，沿海地區受到封鎖，給養不易，因此應該繼續將敵人包圍至夏天再予以攻擊。但皇帝奧托與其兄長提齊亞努斯則主張速戰速決。於是雙方便在貝德里亞庫姆的平原上佈陣。
4月15日，奧托聽到謠言，認為維提里烏斯派將要投降。於是他親自到了前線，奧托與他身邊的人向維提里烏斯的軍隊歡呼。但維提里烏斯派的士兵卻用敵意的嘟噥來回答對方，卻使得奧托一方的人們不曉得情勢，以為他們將被自己人出賣，於是產生了混亂。維提里烏斯派的以整齊的隊列進攻，衝破了奧托的中心陣地。雙方士兵短兵相接，成為一場混亂的肉搏戰，死傷慘重。奧托派的數位將軍被殺，奧托本人以及統帥趁著黑夜逃亡。第二天，奧托派的軍團明瞭己方主將非死即逃之後，便向維提里烏斯派投降了。
第一次貝德里亞庫姆戰役結束，維提里烏斯派獲勝。

### 評價與後續
由於這場戰役，雙方的將領皆非單一指揮系統，因此整個戰爭過程顯得相當混亂，大部分時候皆處於彼此之間的各自衝突，因此很難以稱其為「會戰」。此外，由於當代關於此會戰的記載不甚清淅，因此支持奧托的第七軍團、第十四軍團是否到達且參與戰役，後世也難以確定。
支持維提里烏斯的為日耳曼軍團，而支持奧托的為多瑙河軍團以及羅馬本身的近衛部隊。但在這場戰役結束之後，失敗一方的多瑙河軍團，受到日耳曼軍團的多加侮辱，並命令他們留在克雷莫納城裡建築競技場，如此便種下了雙方在下一場戰役的仇恨種子。

## 第二次貝德里亞庫姆戰役
在第一次貝德里亞庫姆戰役之後，失敗的潘諾尼亞軍團遭到勝利一方（日耳曼軍團）的多方侮辱，並強迫他們在克雷莫納建造工程。後來，在軍團長安托尼烏斯·普利姆斯的慫恿之下，他們投入維斯帕先的東方陣營，起兵攻入義大利。維提里烏斯一派，仍以他們先前進入義大利後的日耳曼軍團為主力，與對方再度於義北的貝德里亞庫姆一帶展開戰鬥。

### 第一階段
支持維斯帕先一派的軍團，皆為帝國的東方軍團（多瑙河軍團、敘利亞軍團、猶太軍團）。敘利亞行政長官木奇亞努斯打算帶著他的軍隊，經過小亞細亞進入歐洲，欲與多瑙河軍團會合之後，一起進入義大利。維斯帕先本人已經控制了羅馬城的糧倉——埃及，他們打算利用糧食供給來逼迫維提里烏斯。但安托尼烏斯與阿里烏斯·伐魯斯卻已經率領著潘諾里亞的第七軍團、美西亞的騎兵中隊，從伊里利庫姆翻過阿爾卑斯山的布倫納隘口，佔領了維凱提亞（今日的維琴察），隨後攻下了維羅納。
在維提里烏斯一方，則是由凱奇納率領著八個軍團的兵力，在維羅納附近建立營地。但就在此刻，駐在拉溫那的海軍艦隊發生兵變，長官路奇里烏斯·巴蘇斯，利用手下的士兵多為達爾瑪提亞和潘諾尼亞行省的出身，於是便投靠到維斯帕先一方。主帥凱奇納認為局勢不利於己，便在自己的部隊面前陣前倒戈，宣佈將投靠維斯帕先；但他的部隊拒絕服從，推舉副帥法比烏斯·法布路斯和卡西烏斯·隆古斯為他們的新長官，並逮捕凱奇納。

### 第二階段
安托尼烏斯不願意放過敵軍指揮將領混亂的機會，便立刻將部隊推到了貝德里亞庫姆。雙方在此處發生了幾場接觸戰。維斯帕先一方的增援兵力開到，維提里烏斯派則撤退到克雷莫納。安托尼烏斯聽到對方的增援部隊也即將到達，於是便鼓勵起士兵的情緒，與對方在克雷莫納附近展開激戰。旭日東昇時，維提里烏斯軍隊敗退，困守在克雷莫納城內。
勝利的部隊繼續強攻克雷莫納。10月28日，克雷莫納陷落，安托尼烏斯帶著四萬名武裝士兵進城，並恣意地大肆屠城。

### 評價與後續
第二次的貝德里亞庫姆戰役，主要因素是第一次戰役結束之後，潘諾尼亞軍團士兵在情緒上受到日耳曼軍團的嚴重侮辱。因此，帶領敘利亞軍團木奇亞努斯，始終未來得及趕赴義大利北部戰場，而成為由潘諾尼亞軍團為主力的「復仇之戰」。整體看來，雙方的指揮系統仍與前次一樣混亂，並且雙方的兵力都不是同時到達戰場，而是一連串的增援、遭遇、攻城與防禦過程，因此雙方投入的兵力數是十分混雜的。
在第二次貝德里亞庫姆戰役中，最關鍵的是克雷莫納的攻城戰。在克雷莫納陷落之後，進入義大利的通道已經開啟。維提里烏斯的另一員大將瓦倫斯，在高盧尋求援軍時受俘遇害。安托尼烏斯進入羅馬城，維提里烏斯兵敗身亡，日耳曼軍團受到安托尼烏斯的殘酷殺害。